# Edith González Fuentes
Edith González Fuentes   (Ciutat de Mèxic, 10 de desembre de 1964 - Huixquilucan, 13 de juny de 2019) fou una actriu i ballarina mexicana.
Va començar a actuar de nena i particià en nombroses telenovel·les, obres de teatre i pel·lícules. Va guanyar el premio TvyNovelas el 1994 i el 2007.

## Filmografia

### Telenovel·les
- 3 familias (2018) - Katy[2]
- Eva la Trailera (2016)
- Las Bravo (2014-2015)
- Vivir a destiempo (2013)
- A corazón abierto (2012)
- Cielo rojo (2011-2012)
- Camaleones (2009)
- Doña Bárbara (2008-2009).
- Palabra de mujer (2007)
- Mundo de fieras (2006)
- Mujer de madera (2004)
- Salomé (2001)
- Nunca te olvidaré (1999)
- La jaula de oro (1997)
- La sombra del otro (1996)
- Corazón salvaje (1993)
- En carne propia (1990)
- Flor y Canela (1988)
- Rosa salvaje (1987)
- Monte calvario (1986)
- Sí, mi amor (1984)
- Bianca Vidal (1983)
- La Fiera (1983)
- Chispita (1982)
- El hogar que yo robé (1981)
- Soledad (1980)
- Ambición (1980)
- Los ricos también lloran (1979)
- Lo imperdonable (1975)
- Los miserables (1973)
- Mi primer amor (1973)
- Lucía Sombra (1971)
- El amor tiene cara de mujer (1971)
- Cosa juzgada (1970)

### Pel·lícules
- Deseo (2013)
- Poquita ropa (2010)
- Señorita Justice (2004)
- Salón México (1996)
- Los cómplices del infierno (1994)
- El descuartizador (1991)
- El jugador (1991)
- Atrapados (1990)
- Sentencia de muerte (1990)
- Trampa infernal (1989)
- Central camionera (1988)
- Pero sigo siendo el rey (1988)
- Adiós Lagunilla, adios (1984)
- Fabricantes de pánico (1980)
- Guyana, el crimen del siglo (1980)
- Cyclone (1977)
- El rey de los gorilas (1976)
- Alucarda, la hija de las tinieblas (1975)